# Alice Cooper
Alice Cooper (geboren als Vincent Damon Furnier, Detroit (Michigan), 4 februari 1948) is een Amerikaans rockzanger en muzikant. Tot 1974 was dit ook de naam van de door hem opgerichte band waarvan hij deel uitmaakte als zanger. Beide – zanger en band – werden bekend om hun rockmuziek met extravagante en – reeds voor het fenomeen punk – op choqueren gerichte podiumacts. Behalve dit imago was ook het gebruik van maar liefst vier gitaristen kenmerkend, aangevuld met een drummer en Furnier zelf als de zanger die dan soms eveneens gitaar en andere instrumenten bespeelt. Het genre rock van de band en de zanger wordt doorgaans glam- of shockrock genoemd, al naargelang het accent wordt gelegd op de uitdossing van de artiesten dan wel het choquerende en provocerende karakter van hun theatrale podiumact en de thema's van de songteksten.

## Carrière
Alice Cooper is het alter ego van Vincent Furnier. De naam Alice Cooper was aanvankelijk ook de naam van Furniers band. Furnier begon in 1974 na het uiteenvallen van de band aan een succesvolle solocarrière.
Vincent Furnier, van Franse afkomst (geboren in Allen Park, Detroit, maar in Phoenix, Arizona opgegroeid) en zwaar beïnvloed door The Yardbirds en The Beatles, vormde een aantal bands in de jaren zestig, waarvan Earwigs de eerste was, daarna The Spiders (met een plaatselijke hit Don't Blow Your Mind) en vervolgens Nazz. Furnier, die vernam dat Todd Rundgren ook met een band onder de naam Nazz werkte, wijzigde de naam van de band in Alice Cooper.
De band bestond uit de gitaristen Michael Bruce en Glen Buxton, bassist Dennis Dunaway en drummer Neal Smith. Na in 1968 verhuisd te zijn naar Californië, werd de band ontdekt door manager Shep Gordon, die een auditie regelde bij Frank Zappa. De band tekende een contract met het label van Zappa, Straight Records en bracht twee albums uit: Pretties For You (1969) en Easy Action (1969, uitgebracht in 1970). Deze twee platen werden in 1973 opnieuw uitgebracht onder de titel Schooldays. Pretties For You straalde inderdaad nog de sfeer van een schoolbandje uit, maar met de gitaarpartijen van Bruce en de duistere en humoristische onzingedichten van Cooper ontwikkelde de band zich snel. Easy Action werd ondanks problemen met producer David Briggs als een meesterwerk ontvangen. Niettemin bleef commercieel succes uit. De band vertrok daarop naar Detroit. Bob Ezrin werd de nieuwe producer en via Love it to death (1971) had de band met het album Killer (1971) – inmiddels een klassieker – zijn definitieve vorm gevonden. Met grote hits als I'm Eighteen, School's Out en Elected was de naam Alice Cooper binnen enkele jaren gevestigd.
Met het succesvolle album Billion Dollar Babies (1973) – nummer 1 in zowel Amerika als Engeland – gold Alice Cooper zelfs even als een van de meest prominente rockbands ter wereld.
Een voorliefde voor theater en musical klonk al vanaf het begin door in tekst en muziek. Geciteerd werd o.a. uit de West Side Story en The Sound of Music. Deze voorliefde kwam ook naar voren in de theatrale optredens. De band introduceerde zo het muziektheater in de hardrock. Eind jaren zestig trad Alice Cooper op als travestiet. Alice is voor de hoes van Pretties for you gefotografeerd in een glitterjurkje, waarmee de Amerikaanse glamrock werd ingeluid. Andere bekende exponenten van de Amerikaanse glamrock waren Lou Reed, Iggy and the Stooges, The New York Dolls, Kiss en Jobriath. Op het hoogtepunt van de glamrock, begin jaren zeventig, werd dit vervangen door een horrorshow waarmee Amerika een spiegel werd voorgehouden. Alice eindigde dan ook meestal op een elektrische stoel of aan de galg. Hiermee creëerde de band wederom een nieuw genre: shockrock. In de beginjaren van de band ontstond de mythe dat Cooper op het toneel een levende kip de kop had afgebeten. Frank Zappa zag er een goede publiciteitsstunt in en adviseerde om het verhaal niet te ontkennen. Het werd voorpaginanieuws en Alice Cooper had meteen naamsbekendheid.
De band viel in 1974 uit elkaar vanwege onenigheid rond muziekrechten. Sindsdien werkt Furnier solo en gaat als Alice Cooper door het leven. Dick Wagner van de Hollywood Vampires, die ook met Lou Reed werkte, werd zijn vaste gitarist en Tony Levin werd zijn bassist. Cooper scoorde in Amerika meteen een enorme hit met Only women bleed. Dit nummer is later vele malen gecoverd, o.a. door Julie Covington – die ermee scoorde in het Verenigd Koninkrijk – Elkie Brooks, Favorite Angel en Guns N' Roses. Alice Cooper werd daarna door een breder publiek geaccepteerd: hem werd gevraagd op te treden in The Muppet Show. Bob Dylan verklaarde in een interview dat Cooper een onderschatte songwriter was en John Lydon (Johnny Rotten van de Sex Pistols) noemde Killer het beste rockalbum uit de geschiedenis. In deze periode was zijn drankmisbruik naar ongekende hoogte gestegen en hij liet zich opnemen in een afkickkliniek. Een weer nuchtere Alice Cooper beschreef zijn ervaringen in die kliniek op het album From The Inside, dat hij grotendeels met componist Dick Wagner en tekstschrijver Bernie Taupin schreef. Het nummer How You Gonna See Me Now van dat album werd wederom een hit.
Tussen 1979 en 1983 sloeg Cooper een andere weg in. Het bombastische en theatrale werd verlaten en hij concentreerde zich meer op het schrijven van songs met cabareteske, humoristische teksten. In 1986 was hij weer terug met een shockrockact. Alice Cooper was intussen een cultfiguur geworden en de sterren stonden in de rij om op zijn albums te verschijnen, zoals Steven Tyler, Jon Bon Jovi en Richie Sambora op het album Trash (1989); Slash, Joe Satriani, Steve Vai en Ozzy Osbourne op het album Hey Stoopid (1991). In 1989 leidde de comeback tot een nieuwe wereldhit: Poison, enkele jaren later gevolgd door Hey Stoopid en Lost in America.
Na 1994 werd het een tijdje stil en leek Alice Cooper met pensioen te zijn. In 2000 volgde een comeback en een nieuwe bloeiperiode volgde met als voorlopig hoogtepunt de cd The Eyes of Alice Cooper (2003), een van de beste platen uit zijn carrière, waarin hij is teruggekeerd naar zijn roots: de garagerock. Opvolger Dirty Diamonds (2005) lijkt heimwee uit te stralen naar de beginperiode. Dat komt naast de teksten vooral tot uiting in het veelvuldig citeren van riffjes en melodielijnen die ons terugvoeren naar de dagen van Black Sabbath en Ziggy Stardust.
In 2008 zong Cooper de leidende vocalen in, als gastzanger, op het album The Scarecrow van het heavymetal-operaproject Avantasia, het nummer Toy Master.
In 2015 vormde hij samen met Joe Perry en Johnny Depp de Hollywood Vampires.

## Varia
Cooper is gaan golfen om van zijn alcoholverslaving af te komen.

## Discografie
| Met band - 1969 – Pretties for You - 1970 – Easy Action - 1971 – Love It to Death - 1971 – Killer - 1972 – School's Out - 1973 – Billion Dollar Babies - 1974 – Muscle of Love - 1974 – Greatest Hits | Solo - 1975 – Welcome to My Nightmare - 1976 – Alice Cooper Goes to Hell - 1977 – Lace and Whiskey - 1977 – The Alice Cooper Show (Live) - 1978 – From the Inside - 1980 – Flush the Fashion - 1981 – Special Forces - 1982 – Zipper Catches Skin - 1983 – DaDa | - 1986 – Constrictor - 1987 – Raise Your Fist and Yell - 1989 – Trash - 1991 – Hey Stoopid - 1994 – The Last Temptation - 1997 – A Fistful of Alice (Live) - 1998 – Snorting Anthrax - 1999 – Super Hits - 1999 – The Life and Crimes of Alice Cooper (box met 4 cd's) | - 2000 – Brutal Planet - 2001 – The Definitive - 2001 – DragonTown - 2003 – The Eyes of Alice Cooper - 2005 – Dirty Diamonds - 2006– Live at Montreux (Live) - 2008 – Along Came A Spider - 2011 – Welcome 2 My Nightmare - 2017 – Paranormal - 2021 – Detroit stories - 2023 – Road |

## Hitlijsten

### Albums
| Album met eventuele hitnotering(en) in de Nederlandse Album Top 100 | Datum van verschijnen | Datum van binnenkomst | Hoogste positie | Aantal weken | Opmerkingen   |
| ------------------------------------------------------------------- | --------------------- | --------------------- | --------------- | ------------ | ------------- |
| Billion Dollar Babies                                               | 1973                  | 10 maart 1973         | 1(7wk)          | 17           |               |
| Schooldays                                                          | 1973                  | 18 augustus 1973      | 8               | 4            | Verzamelalbum |
| From The Inside                                                     | 1978                  | 3 februari 1979       | 14              | 12           |               |
| Trash                                                               | 1989                  | 12 augustus 1989      | 53              | 14           |               |
| Hey Stoopid                                                         | 1991                  | 20 juli 1991          | 54              | 8            |               |
| The Last Temptation                                                 | 1994                  | 18 juni 1994          | 73              | 4            |               |
| Dirty Diamonds                                                      | 2005                  | 23 juli 2005          | 88              | 1            |               |
| Along Came A Spider                                                 | 25 juli 2008          | 2 augustus 2008       | 76              | 2            |               |
| Hollywood Vampires                                                  | 11 september 2015     | 19 september 2015     | 47              | 1            |               |
| Paranormal                                                          | 28 juli 2017          | 5 augustus 2017       | 24              | 1            |               |

| Album met hitnotering(en) in de Vlaamse Ultratop 200 albums | Datum van verschijnen | Datum van binnenkomst | Hoogste positie | Aantal weken | Opmerkingen |
| ----------------------------------------------------------- | --------------------- | --------------------- | --------------- | ------------ | ----------- |
| Welcome 2 My Nightmare                                      | 9 september 2011      | 24 september 2011     | 80              | 1            |             |

### Singles
| Single met eventuele hitnotering(en) in de Nederlandse Top 40 | Datum van verschijnen | Datum van binnenkomst | Hoogste positie | Aantal weken | Opmerkingen                               |
| ------------------------------------------------------------- | --------------------- | --------------------- | --------------- | ------------ | ----------------------------------------- |
| School's Out                                                  | 1972                  | 19 augustus 1972      | tip9            | -            |                                           |
| Elected                                                       | 1972                  | 2 december 1972       | 5               | 15           | Nr. 5 in de Single Top 100                |
| School's Out                                                  | 1972                  | 3 februari 1973       | 6               | 9            | Nr. 9 in de Single Top 100                |
| Hello Hurray                                                  | 1973                  | 17 maart 1973         | 6               | 10           | Nr. 6 in de Single Top 100                |
| No More Mr. Nice Guy                                          | 1973                  | 5 mei 1973            | 8               | 7            | Nr. 9 in de Single Top 100 / Alarmschijf  |
| Halo of Flies                                                 | 1973                  | 28 juli 1973          | 5               | 10           | Nr. 5 in de Single Top 100                |
| Teenage lament '74                                            | 1973                  | 29 december 1973      | tip9            | -            |                                           |
| How You Gonna See Me Now                                      | 1979                  | 13 januari 1979       | 7               | 11           | Nr. 9 in de Single Top 100 / Alarmschijf  |
| Poison                                                        | 1989                  | 30 september 1989     | 10              | 7            | Nr. 8 in de Single Top 100                |
| Hey Stoopid                                                   | 1991                  | 13 juli 1991          | 13              | 6            | Nr. 22 in de Single Top 100 / Alarmschijf |

### NPO Radio 2 Top 2000
| Nummers met noteringen in de NPO Radio 2 Top 2000 | '99 | '00  | '01 | '02  | '03  | '04  | '05  | '06  | '07  | '08  | '09  | '10  | '11  | '12  | '13  | '14 | '15 | '16 | '17 | '18 | '19  | '20  | '21  | '22  | '23  | '24  |
| ------------------------------------------------- | --- | ---- | --- | ---- | ---- | ---- | ---- | ---- | ---- | ---- | ---- | ---- | ---- | ---- | ---- | --- | --- | --- | --- | --- | ---- | ---- | ---- | ---- | ---- | ---- |
| Elected                                           | -   | 537  | 583 | 687  | 574  | 629  | 809  | 996  | 894  | 772  | 1332 | 1052 | 1271 | 1618 | 1777 | -   | -   | -   | -   | -   | -    | -    | -    | -    | -    | -    |
| Halo of Flies                                     | 63  | 24   | 19  | 21   | 35   | 39   | 57   | 78   | 56   | 51   | 91   | 85   | 109  | 167  | 191  | 209 | 253 | 288 | 268 | 452 | 535  | 662  | 651  | 637  | 654  | 620  |
| Hello Hurray                                      | -   | 1322 | -   | 1445 | 1374 | 1218 | 1494 | 1561 | 1480 | 1466 | 1975 | 1833 | -    | -    | -    | -   | -   | -   | -   | -   | -    | -    | -    | -    | -    | -    |
| How You Gonna See Me Now                          | 142 | 136  | 91  | 128  | 168  | 132  | 166  | 289  | 170  | 163  | 414  | 248  | 368  | 711  | 626  | 603 | 807 | 708 | 654 | 789 | 953  | 923  | 1037 | 1195 | 1170 | 1201 |
| Poison                                            | -   | -    | -   | -    | -    | -    | -    | -    | -    | -    | -    | -    | 1893 | 490  | 390  | 433 | 383 | 306 | 331 | 409 | 405  | 401  | 389  | 356  | 393  | 412  |
| School's Out                                      | 319 | 124  | 119 | 125  | 156  | 148  | 208  | 338  | 209  | 191  | 417  | 334  | 353  | 645  | 649  | 788 | 924 | 785 | 757 | 940 | 1149 | 1244 | 1450 | 1314 | 1393 | 1468 |

1. ↑  Een '-' betekent dat het nummer niet was genoteerd en een vetgedrukt getal geeft de hoogste notering van een nummer aan.

### De Zwaarste Lijst
| Nummer | '09* | '10* | '11* | '12* | '13 | '14 | '15 | '16 | '17 | '18 | '19 | '20 | '21 | '22 | '23 | '24 | '25 |
| ------ | ---- | ---- | ---- | ---- | --- | --- | --- | --- | --- | --- | --- | --- | --- | --- | --- | --- | --- |
| Poison | -    | 57   | 50   | -    | -   | 22  | 34  | -   | 57  | 66  | -   | -   | -   | -   | -   | -   | -   |

- Tot 2012 had de Zwaarste Lijst 70 plaatsen. Dit werd vanaf 2013 verminderd tot 66.

### Dvd's
| Dvd's met hitnoteringen in de Nederlandse Music Top 30 | Datum van verschijnen | Datum van binnenkomst | Hoogste positie | Aantal weken | Opmerkingen |
| ------------------------------------------------------ | --------------------- | --------------------- | --------------- | ------------ | ----------- |
| Raise the dead – Live from Wacken                      | 2014                  | 25 oktober 2014       | 25              | 1            |             |

## Bezetting
1963–1972
- Alice Cooper – vocalist
- Glen Buxton – gitarist
- Michael Bruce – gitarist
- Dennis Dunaway – bassist
- Neal Smith – drummer

1973
- Alice Cooper – vocalist
- Glen Buxton – gitarist
- Michael Bruce – gitarist
- Dennis Dunaway – bassist
- Mick Mashbur – gitarist
- Neal Smith – drummer

1974–1976
- Josef Chirowski – toetsenist
- Alice Cooper – vocalist
- Penti Glan – drummer
- Steve Hunter – gitarist
- Prakash John – bassist
- Tony Levin – bassist
- Allan Schwartzberg – drummer
- Dick Wagner – gitarist

1977–1979
- Alice Cooper – vocalist
- Dennis Conway – drummer
- Penti Glan – drummer
- Steve Hunter – gitarist
- Prakash John – bassist
- Davey Johnstone – gitarist
- Jefferson Kewley – gitarist
- Bob Kulick – gitarist
- Tony Levin – bassist
- Fred Mandel – toetsenist
- Dee Murray – bassist
- Allan Schwartzberg – drummer
- Mark Stein – toetsenist
- Dick Wagner – gitarist

1980–1983
- Alice Cooper – vocalist
- Duane Hitchings – bassist
- Prakash John – bassist
- Davey Johnstone – gitarist
- Craig Kampf – drummer
- Richard Kolinka – drummer
- Mike Pinera – gitarist
- Erik Scott – bassist
- Jan Uvena – drummer
- Dick Wagner – gitarist

1984–1988
- Alice Cooper – vocalist
- Johnny Dime – gitarist
- Donnie Kisselbach – bassist
- Ken Mary – drummer
- Kane Roberts – gitarist
- David Rosenberg – drummer
- Steve Steele – bassist
- Paul Taylor – toetsenist
- Kip Winger – bassist
- Paul Horowitz – toetsenist

1989–1993
- Alice Cooper – vocalist
- Tommy Carradonna – bassist
- Pete Friesen – gitarist
- Jonathan Mover – drummer
- Al Pitrelli – gitarist
- Derek Sherinian – toetsenist
- Eric Singer – drummer

1994–2002
- Alice Cooper – vocalist
- Calico Cooper – danseres
- Teddy Andreadis – toetsenist
- Reb Beach – gitarist
- Stef Burns – gitarist
- Jimmy DeGrasso – drummer
- Eric Dover – gitarist
- Steve Farris – gitarist
- Todd Jensen – bassist
- Matt Laug – drummer
- Bob Marlette – bassist
- Merrit Morrison – bassist
- Ryan Roxie – gitarist
- Derek Sherinian – toetsenist
- Eric Singer – drummer
- Greg Smith – bassist
- Paul Taylor – toetsenist
- David Vosikkinen – drummer
- Dan Wexler – gitarist
- Chuck Wright – bassist
- Phil X – gitarist
- Pete Freezin' – gitarist

2003–2010
- Alice Cooper – vocalist
- Jimmy DeGrasso – drummer
- Chuck Garrick – bassist
- Keri Kelli – gitarist
- Damon Johnson – gitarist
- Calico Cooper – danseres
- Jason Hook – gitarist
- Ryan Roxie – gitarist
- Eric Dover – gitarist, keyboard
- Brent Fitz – drummer
- Tommy Clufetos – drummer
- Eric Singer – drummer

2010–2014
- Alice Cooper – vocalist
- Steve Hunter – gitarist (1975–1979; 2011–2012)
- Ryan Roxie – gitarist, achtergrondzang (1994–1998; 1998–2005; 2012–heden)
- Tommy Henriksen – gitarist, achtergrondzang (ex-Warlock) (sinds 2011)
- Chuck Garric – bassist, achtergrondzang (sinds 2002)
- Glen Sobel – drummer (sinds 2011)
- Orianthi Panagaris – gitariste, achtergrondzang (2011-2014) (ex-Michael Jackson)

2014–heden
- Alice Cooper – vocalist
- Ryan Roxie – gitarist, achtergrondzang (1994–1998; 1998–2005; 2012–heden)
- Tommy Henriksen – gitarist, achtergrondzang (ex-Warlock) (sinds 2011)
- Nita Strauss – gitariste, achtergrondzang (The Iron Maidens) (sinds juni 2014)[4]
- Chuck Garric – bassist, achtergrondzang (sinds 2002)
- Glen Sobel – drummer (sinds 2011)

## Filmografie
- Alice Cooper: The Nightmare (1975) als Steven
- Sextette (1978) als Ober
- Sgt. Pepper's Lonely Hearts Club Band (1978) als Marvin Sunk (the 'Sun King')
- Roadie feat. Meat Loaf (1980) als zichzelf
- Monster Dog (1984) als Vince Raven
- Prince of darkness (1987) als 'Street Schizo'
- Freddy's Dead: The Final Nightmare (1991) als Freddy's vader
- Wayne's World (1992) als zichzelf
- Freakshow (1999) als Piraat Jack (stem)
- The Attic Expeditions (2001) als Samuel Leventhal
- Suck (2009) als Barman
- Dark Shadows (2012) als zichzelf
- Jesus Christ Superstar  NBC-live (2018) als Herodus